# Sibirisk tusindtop
Sibirisk tusindtop (Sorbaria sorbifolia) er en løvfældende busk med store stande af hvide, spiræa blomster. Den dyrkes som prydbusk i haver og parker.

## Beskrivelse
Sibirisk tusindtop er en løvfældende busk med en opret vækst. Barken er først rødbrun og tæt håret. Senere bliver den lysegrøn og taber efterhånden behåringen. Til sidst er den blank og brun med lyse korkporer. Gamle grene kan blive grå og svagt opsprækkende. Knopperne er sporedtstillede, udspærrede, ovale og rødbrune. 
Bladene er uligefinnede med lancetformede småblade og dobbelt savtakket rand. Oversiden er græsgrøn, rynket ("plisseret") og hårløs, mens undersiden er lysegrøn med tydelige ribber. Under løvspringet er skudspidser og blade rødlige. Blomstringen foregår i juni-juli, hvor man finder blomsterne samlet i store, overhængende stande. De enkelte blomster er 5-tallige og regelmæssige med hvide kronblade. Frugterne er tørre, kapselagtige bælge.
Rodsystemet består af højtliggende, vidt udbredte rødder og lange udløbere.
Højde x bredde og årlig tilvækst: 2,00 x 2,00 m (30 x 30 cm/år), heri ikke medregnet skud fra udløberne.

## Hjemsted
Sibirisk tusindtop er naturligt udbredt i Sibirien og Østasien (fra Ural til Japan), hvor den er knyttet til solåbne eller let skyggede voksesteder i krat eller åbne skove. 
I floddale med næringsrig jord i det indre af Kamtjatkahalvøen vokser arten i skove af Larix cajanderi og jessogran sammen med bl.a. agerbær, gederams, blåfrugtet gedeblad, canadisk hønsebær, ensidig vintergrøn, Juniperus sibirica (en art af ene), kamtjatkabirk, kamtjatkamajblomst, lundpadderok, pilebladet spiræa, Pyrola incarnata (en art af Vintergrøn) og Rosa amblyotis (en art af rose)
| Portal | Portal:Botanik |

## Fodnoter
1. ↑  Pavel V. Krestov, Alexander M. Omelko og Yukito Nakamura: Vegetation and natural habitats of Kamchatka Arkiveret 29. juli 2014 hos  Wayback Machine (engelsk)